# Датчик положения ротора
Датчик положения ротора (ДПР) — элемент электропривода, позволяющий определить положение ротора электрической машины (чаще — магнитного потока ротора). Информация о положении ротора, полученная от ДПР, используется для управления электродвигателями и электрогенераторами.
Датчик положения ротора может быть разных видов:
- Магнитоиндукционный (т.е. в качестве датчика используются собственно силовые катушки, но иногда используются дополнительные обмотки)
- Магнитоэлектрический (датчики на эффекте Холла)
- Оптоэлектрический (на различных оптопарах: светодиод-фотодиод, светодиод-фототранзистор, светодиод-фототиристор).

Датчики положения ротора нашли широкое применение при векторном управлении, в частности в вентильных двигателях. Часто ДПР дополнительно используются для определения и стабилизации скорости вращения вала электрической машины. Иногда ДПР применяют для определения положения объекта управления электропривода, однако при этом снижается точность управления по сравнению с вариантами, при которых датчик положения объекта управления установлен на самом объекте управления.
Современные тенденции электроприводной техники привели к появлению т.н. бездатчиковых электроприводов. В таких системах ДПР отсутствует, а необходимая информация о положении извлекается из фазных токов электродвигателя (в бездатчиковых приводах присутствуют датчики электрических величин). Особенную роль бездатчиковые системы играют в сетевых инверторах, на которые распространяются те же принципы управления, что и на электрические машины, однако установка ДПР физически невозможна.
Преимуществами бездатчиковых систем являются дешевизна, компактность и надёжность. Преимуществами систем с ДПР являются повышенная точность и сравнительная простота управления.